# Rusini u Vojvodini
Rusini u Vojvodini su jedna od nacionalnih manjina u autonomnoj pokrajini Vojvodini u Republici Srbiji.

## Jezik i vjera
Govore rusinskim jezikom i srpskim jezikom. Rusinski vojvođanskih Rusina je zapadnoslavenski s brojnim osobinama kao u slovačkom jeziku.

## Naseljenost
Prema popisu iz 2002. u Vojvodini je živjelo 15.626 Rusina, što ih je činilo 6. po brojnosti nacionalnom zajednicom. 
Najviše ih je u Bačkoj u općinama Vrbas, gdje čine 8,21%, Kula, gdje čine 11,16% i Žabalj, gdje čine 5,11%. Značajan je broj Rusina u Novom Sadu, gdje su još 1820. počeli graditi svoju grkokatoličku crkvu sv. Petra i Pavla, koju su dovršili 1834. – 1837. Naselja s rusinskom većinom su Ruski Krstur u općini Kula, Kucura u općini Vrbas i Bikić Do u općini Šid.

## Povijest
Na područje današnje Vojvodine su u najvećem broju, došli nakon oslobođenja južne Ugarske od Turaka, za vrijeme Habsburške Monarhije. Doselili su s područja današnje istočne Slovačke i sjeveroistočne Mađarske. Pripadaju novijoj ukrajinskoj doseljeničkoj zajednici. Doseljenici iz Ukrajine, koji su kasnije došli, se izjašnjavaju kao Ukrajinci. Kao posljedica toga što je to nacionalno ime kod Ukrajinaca kasnije prevladalo.
Nadnevak prvog doseljenja Rusina u Vojvodinu je 17. siječnja 1751., kada je zabilježeno da je administrator Bačke, Franc Josip de Redl, potpisao ugovor s Mihajlom Munkačijem iz sela Červenova u Bereškoj župi, prema kojem je morao dovesti 200 rusinskih obitelji grkokatoličke vjere iz gornjougarskih krajeva znanih kao "Gornja zemlja" (Горнїца) u Ruski Krstur.
Kerestur je u to vrijeme bio srpsko naselje koje izvori iz 1741. bilježe kao razrušeno i napušteno, jer su se stanovnici morali odseliti u Čelarevo. Isti administrator je potpisao još jedan ugovor 15. svibnja 1763. s Petrom Kišem iz Kerestura, prema kojem je on morao dovesti 150 rusinskih obitelji grkokatoličke vjere iz istih krajeva u Kucuru.
Kako je broj stanovnika rastao, a obradive zemlje za doseljenike je bilo sve manje, brojne obitelji iz Krstura i Kucure su odlučile odseliti u Novi Sad 1766. i 1767. Kasnije su se naselili u Šid, Vajsku, a početkom 19. st. u Vukovar i Ilok. U Hrvatskoj su se još naselili u Petrovcima 1833. i u Bačincima 1834.
Rusini koji su pripadali katoličkoj vjeri su bili izloženi asimilacijskim pritiscima od strane habsburških (germanizacija) i u 19. st. mađarskih (mađarizacija) vlasti. 
Nakon ulaska u Jugoslaviju, dio Rusina grkokatoličke vjere je bio asimiliran u Srbe, ponajviše kao posljedica prirodne asimilacije, zbog srodnosti slavenskog jezika i pripadnosti pravoslavnom kršćanstvu je asimilacija bila olakšana.
U cijeloj Bačko-bodroškoj županiji (koja je obuhvaćala južnu Ugarsku, danas uglavnom Bačku i Banat) je po popisu 1767. bilo 2.000 Rusina. Popis od 1991. je pokazao 25.000 Rusina. Broj je od onda u opadanju, a glavnim razlogom je veliki broj Rusina koji je odlučio iseliti u Kanadu.

## Kultura
List za Rusine Ruske slovo ("Руске слово").
Rusinski je jedan od šest službenih jezika u Vojvodini.
Kulturno sjedište vojvođanskih Rusina je selo Ruski Krstur.

## Stanje po popisima
Statistike do 1991. ih bilježe skupa s Ukrajincima, kao i 1948... 
Po metodama popisa 1880., Ukrajinaca i Rusina je bilo 9299 i činili su 0,8% stanovnika današnjeg područja Vojvodine. Bili su 7. po brojnosti, iza Srba, Nijemaca, Mađara, Hrvata (zajedno s Hrvatima zapisanim kao Bunjevci i Šokci), Rumunja i Slovaka.
Po metodama popisa 1890., Ukrajinaca i Rusina je bilo 11.022 i činili su 0,8% stanovnika današnjeg područja Vojvodine. Bili su 7. po brojnosti.
Po metodama popisa 1900., Ukrajinaca i Rusina je bilo 12.663 i činili su 0,9% stanovnika današnjeg područja Vojvodine. Bili su 7. po brojnosti.
Po metodama popisa iz 1910., bilo je 13.479 Rusina, a činili su 0,9% stanovništva. Bili su 7. po brojnosti.
Po metodama popisa iz 1921., bilo je 13.664 Rusina, a činili su 0,9% stanovništva. Bili su 7. po brojnosti.
Po metodama popisa iz 1931., bilo je 21.000 Rusina, a činili su 1% stanovništva. Bili su 7. po brojnosti.
Prema popisu iz 1948., bilo je 22.083 Ukrajinca i Rusina, a činili su 1,3% stanovništva. Bili su 8. po brojnosti.
Prema popisu iz 1953., bilo je 23.038 Rusina, a činili su 1,4% stanovništva. Bili su 7. po brojnosti.
Prema popisu iz 1961., bilo je 23.038 Rusina, a činili su 1,4% stanovništva. Bili su 7. po brojnosti.
Prema popisu iz 1971., bilo je 20.109 Rusina, a činili su 1% stanovništva. Bili su 7. po brojnosti.
Prema popisu iz 1981., bilo je 24.306 Ukrajinaca i Rusina, a činili su 1,2% stanovništva. Bili su 7. po brojnosti.
Popis iz 1991. ih bilježi odvojeno od Ukrajinaca. Bilo je 17.889 Rusina, a činili su 0,9% stanovništva. Bili su 10. po brojnosti.
Popis iz 2002. ih bilježi odvojeno od Ukrajinaca. Bilo je 15.626 Rusina, a činili su 0,77% stanovništva. Bili su 10. po brojnosti. Pad od dvije tisuće treba pripisati i povećanju broja Ukrajinaca za otprilike isti broj u odnosu na prošli popis, ali i iseljavanju 1990-ih.

## Vanjske poveznice
- Ruske slovo
- Rusyns in Serbia  Arhivirana inačica izvorne stranice od 14. veljače 2007. (Wayback Machine)
- Ruski Krstur - Руски Керестур  Arhivirana inačica izvorne stranice od 17. siječnja 2007. (Wayback Machine)
- Arhivirana inačica izvorne stranice od 27. studenoga 2010. (Wayback Machine) Stranice Ruskog Kerestura